# Oko Town Tour
L'Oko Town Tour è il secondo tour della folk e indie rock band dei 77 Bombay Street in supporto al album omonimo che è iniziato il 25 ottobre 2012 a Parigi in Francia.

## Date[1]
| Data             | Città                | Paese       | Luogo o evento             |
| ---------------- | -------------------- | ----------- | -------------------------- |
| 25 ottobre 2012  | Parigi               | Francia     | Mama festival              |
| 30 ottobre 2012  | Troyes               | Francia     | Les Nuits de Champagne     |
| 2 novembre 2012  | Vevey                | Svizzera    | Rocking Chair              |
| 3 novembre 2012  | Soletta              | Svizzera    | Kofmehl                    |
| 4 novembre 2012  | Soletta              | Svizzera    | Kofmehl                    |
| 9 novembre 2012  | Basilea              | Svizzera    | Volkshaus                  |
| 10 novembre 2012 | Neuchatel            | Svizzera    | Case A Chocs               |
| 15 novembre 2012 | Berna                | Svizzera    | Bierhübeli                 |
| 16 novembre 2012 | Berna                | Svizzera    | Bierhübeli                 |
| 17 novembre 2012 | Coira                | Svizzera    | Stadthalle                 |
| 22 novembre 2012 | Lucerna              | Svizzera    | Schüür                     |
| 23 novembre 2012 | Lucerna              | Svizzera    | Schüür                     |
| 24 novembre 2012 | Herisau              | Svizzera    | Casino                     |
| 29 novembre 2012 | Ginevra              | Svizzera    | Salle des Fetes            |
| 30 novembre 2012 | Zurigo               | Svizzera    | Maag Halle                 |
| 1º dicembre 2012 | Kerns                | Svizzera    | Dossenhalle                |
| 6 dicembre 2012  | Lugano               | Svizzera    | Studio Foce                |
| 11 gennaio 2013  | Groningen            | Paesi Bassi | Eurosonic                  |
| 31 gennaio 2013  | Parigi               | Francia     | La Maroquinerie            |
| 1º febbraio 2013 | Amsterdam            | Paesi Bassi | Paradiso                   |
| 2 febbraio 2013  | L'Aia                | Paesi Bassi | Supermarkt                 |
| 3 febbraio 2013  | Rotterdam            | Paesi Bassi | Rotown                     |
| 14 febbraio 2013 | Milano               | Italia      | Arezzo Wave                |
| 16 marzo 2013    | Landquart            | Svizzera    | 19. Fuchstival             |
| 31 marzo 2013    | Saas-Grund           | Svizzera    | Snow Festival Hohsaas      |
| 24 aprile 2013   | Parigi               | Francia     | Olympia                    |
| 25 aprile 2013   | Seraing              | Belgio      | Centre Culturel de Seraing |
| 26 aprile 2013   | Bruxelles            | Belgio      | Botanique                  |
| 27 aprile 2013   | Lilla                | Francia     | Le Splendid                |
| 3 maggio 2013    | Denain               | Francia     | Theatre Municipal          |
| 13 maggio 2013   | Mannheim             | Germania    | ALTE SEILEREI              |
| 14 maggio 2013   | Colonia              | Germania    | Underground                |
| 15 maggio 2013   | Francoforte sul Meno | Germania    | FFM- Nachtleben            |
| 16 maggio 2013   | Dortmund             | Germania    | FZW                        |
| 17 maggio 2013   | Brema                | Germania    | Kulturzentrum Lagerhaus    |
| 18 maggio 2013   | Amburgo              | Germania    | Indra Musikclub            |
| 19 maggio 2013   | Berlino              | Germania    | Postbahnhof                |
| 21 maggio 2013   | Monaco di Baviera    | Germania    | Orangehouse                |
| 22 maggio 2013   | Stoccarda            | Germania    | Goldmark                   |
| 1º giugno 2013   | Novazzano            | Svizzera    | Terre di Frontiera         |
| 6 giugno 2013    | Nyon                 | Svizzera    | Caribana Festival          |
| 9 giugno 2013    | Tolosa               | Francia     | Bikini                     |
| 22 giugno 2013   | Bad Ragaz            | Svizzera    | QA Quellrock               |
| 29 giugno 2013   | Lucelle              | Francia     | Lucelle'Sonore             |
| 4 luglio 2013    | Basilea              | Svizzera    | Summerstage                |
| 12 luglio 2013   | Aarberg              | Svizzera    | Stars Of Sounds            |
| 14 luglio 2013   | Arezzo               | Italia      | Arezzo Wave Love Festival  |
| 17 luglio 2013   | Berna                | Svizzera    | Gurten Festival            |
| 25 luglio 2013   | Etziken              | Svizzera    | Open Air Etziken           |
| 27 luglio 2013   | Val Lumnezia         | Svizzera    | Open Air Lumnezia          |
| 3 agosto 2013    | Estavayer            | Svizzera    | Estivale                   |
| 4 agosto 2013    | Crozon               | Francia     | Festival du Bout du Monde  |
| 9 agosto 2013    | Sciaffusa            | Svizzera    | Stars in Town              |
| 10 agosto 2013   | Vence                | Francia     | Les Nuits du Sud           |
| 11 agosto 2013   | Zofingen             | Svizzera    | Heitere Openair            |
| 14 agosto 2013   | Bensheim             | Germania    | Vogel der Nacht Festival   |
| 17 agosto 2013   | Gampel               | Svizzera    | Openair Gampel             |
| 23 agosto 2013   | Bettingen            | Svizzera    | 500 Jahre Bettingen        |
| 24 agosto 2013   | Arbon                | Svizzera    | Summerdays Festival        |
| 3 ottobre 2013   | Lubecca              | Germania    | Rider`s Café               |
| 4 ottobre 2013   | St. Peter-Ording     | Germania    | Beach Motel                |
| 5 ottobre 2013   | Osnabrück            | Germania    | Rosenhof                   |
| 10 ottobre 2013  | Pontresina           | Svizzera    | Voices On Top              |
| 25 ottobre 2013  | Füllinsdorf          | Svizzera    | Open Tunnel                |
| 9 novembre 2013  | Val-d'Illiez         | Svizzera    | Festilliez                 |
| 23 novembre 2013 | Parigi               | Francia     | Le Trianon                 |
| 24 novembre 2013 | Marche-en-Famenne    | Belgio      | Wex Club                   |
| 25 novembre 2013 | Verviers             | Belgio      | Spirit of 66               |
| 26 novembre 2013 | Péronne              | Francia     | Espace Mac Orlan           |
| 28 novembre 2013 | Strasburgo           | Francia     | La Laiterie                |
| 29 novembre 2013 | Nancy                | Francia     | L'Autre Canal Nancy        |
| 30 novembre 2013 | Lione                | Francia     | Transbordeur               |
| 21 dicembre 2013 | Davos                | Svizzera    | Songbird Festival          |
| 27 dicembre 2013 | Schwarzenburg        | Svizzera    | Altjahrswoche              |
| 1º gennaio 2014  | Interlaken           | Svizzera    | Touch the Mountains        |